# Megan Is Missing
Megan Is Missing è un film del 2011 diretto da Mike Goi.
Pellicola horror che tratta delle conseguenze del rapimento di una giovane ragazza e dall'indagine condotta dalla sua migliore amica.

## Trama
Megan Stewart è una popolare studentessa di quattordici anni con una vita problematica a causa del suo frequente consumo di droghe e degli abusi domestici che subisce dalla madre verbalmente violenta. È molto protettiva nei confronti della sua migliore amica Amy Herman, una ragazza emarginata e vittima di bullismo con un'amorevole vita familiare.
Per festeggiare il quattordicesimo compleanno di Amy, Megan la invita a un free party a cui sta partecipando e la difende quando altri ragazzi iniziano a prenderla in giro. Amy si ubriaca e viene aggredita dopo aver rifiutato di avere un rapporto sessuale con uno dei partecipanti alla festa, poi resta scioccata nello scoprire che Megan sta facendo sesso orale con il padrone di casa. Successivamente Megan, in un diario registrato in presenza di Amy, rivela di non sapere chi sia il suo padre biologico e che il suo patrigno è in prigione per averla violentata quando aveva nove anni; il suo rapporto ostile con la madre è dovuto al fatto che non l'ha mai perdonata per averlo denunciato alle autorità.
Megan su Internet entra in contatto con Josh, un individuo che sostiene di frequentare un liceo nelle vicinanze e che non mostra la sua faccia affermando di avere la webcam rotta. I due si danno appuntamento a una festa, ma lui non si presenta, per poi scusarsi con la ragazza dicendole di essere rimasto intimidito dalla sua popolarità. Amy inizia a sentirsi esclusa, quindi Megan la presenta a Josh e accetta di incontrarsi con lui dietro a un ristorante. Il 15 gennaio Megan scompare e le autorità suppongono che sia fuggita di sua volontà. Amy inizia a indagare a sua volta e parla con Josh online per chiedergli se sa qualcosa di lei. A causa dei modi minacciosi di lui, Amy si spaventa; successivamente si scopre che Megan è stata rapita al ristorante dove si era data appuntamento con Josh e Amy lo denuncia alla polizia.
Successivamente, su un forum di feticismo online iniziano ad apparire fotografie rappresentanti delle torture inflitte a Megan. Tre settimane dopo la sua scomparsa, Amy si dirige sotto un vecchio ponte che fungeva da rifugio per lei e l'amica, ma viene rapita a sua volta.
Un filmato inedito mostra Josh tenere prigioniera Amy in una cantina, incatenandola e costringendola a mangiare cibo da una ciotola per cani per poi violentarla. L'uomo in seguito si scusa e afferma che intende liberarla facendola entrare in un barile di plastica affinché non possano scoprire la sua ubicazione. Con sgomento di Amy, dentro il barile si trova il cadavere di Megan; Josh chiude anche la ragazza al suo interno e, ignorando le sue suppliche, seppellisce il barile in un bosco per poi andarsene.

## Produzione
Megan Is Missing è un film composto da una serie di clip reali, riprese con la fotocamera della ragazzina Amy, la migliore amica di Megan. Tutti gli avvenimenti presenti nelle clip sono ispirati a fatti accaduti realmente.

## Distribuzione

### Divieti
In Nuova Zelanda il film è stato censurato a causa del contenuto fortemente cruento.

## Accoglienza
Dal novembre 2020, il film ha guadagnato maggiore visibilità dopo essere divenuto virale sulla piattaforma social TikTok, portando l'hashtag oltre 80 milioni di visualizzazioni.

### Critica
Sull'aggregatore Rotten Tomatoes il film riceve il 60% delle recensioni professionali positive con un voto medio di 4,8 su 10 basato su 5 critiche.